# Lomami (provincie)
Lomami is een provincie in het zuidoosten van de Democratische Republiek Congo. Ze is genoemd naar de Lomami-rivier die erdoorheen stroomt. Het gebied is ruim 56.000 vierkante kilometer groot en telde eind 2005 naar schatting twee miljoen inwoners. De provinciehoofdstad is Kabinda.

## Geschiedenis
In het koloniale tijdperk was Lomami deel van de provincie Lusambo, dat toen een van de zes provincies van Belgisch-Congo was.
In de constitutie van 2005 was voorzien dat de voormalige provincie Oost-Kasaï werd opgesplitst in drie nieuwe provincies, waaronder Lomani. De geplande datum was februari 2009, een datum die ruim werd overschreden. De provinciale herindeling ging uiteindelijk pas in juni 2015 in.

## Grenzen
De provincie Lomami ligt ingesloten tussen zeven andere provincies:
- Sankuru in het noorden
- Maniema in het noordoosten
- Tanganyika in het oosten
- Opper-Lomami in het zuidoosten
- Lualaba in het zuiden
- Centraal-Kasaï in het zuidwesten
- Oost-Kasaï in het westen.

* = een stadsprovincie